# Fromond II de Sens
Fromond II de Sens (mort en 1012) est le 3e comte souverain de Sens de la dynastie des Fromonides au tournant des Xe siècle et XIe siècle. Il succède à son père, Renard Ier, à la tête du comté de Sens à la mort de ce dernier en 996 ou 999 et le dirige en poursuivant l’œuvre de ses prédécesseurs jusqu'à sa mort en 1012.

## Biographie
Il est le fils et successeur de Renard Ier et poursuit l’œuvre de son père notamment la construction de la Grosse Tour à Sens. Comme ses prédécesseurs, il renforce sa domination sur le comté en luttant contre le pouvoir des archevêques de Sens. Il est en rivalité permanente avec Léothéric, comme son père l'avait été avec Sewin et son grand-père avec Gerlanus. En effet, Fromond échoue à faire nommer son fils Bruno comme archevêque de Sens en 999 à la mort de Sewin. Bruno sera nommé archidiacre mais Fromond ne pardonnera jamais à l'archevêque Léothéric nommé par appui du Roi de France Robert II le Pieux. Il interdit même - sans succès - à l'archevêque l'entrée de la ville après sa nomination aux alentours de l'An Mil. Celui-ci, appuyé par le Pape Sylvestre II, excommunia Fromond et retourna à Rome obtenir un nouveau bref de nomination pour s'imposer en 1001. Son fils Renard II héritera de cette inimitié avec Léothéric, appuyé par le Roi, qui sera fatale aux Fromonides et à l'autonomie du comté de Sens, rattaché au domaine royal à peine 3 ans après la mort de Fromond II.

## Famille
Il est le beau-frère d'Otte-Guillaume, duc de Bourgogne. Il aurait eu pour frère et sœur :
- Alix de Sens (certaines sources en font sa fille), 1° comtesse de Joigny, épouse 1° de Geoffroi Ier de Joigny, comte de Joigny dont sont issus les comtes de Joigny; 2° Engelbert III de Brienne, comte de Brienne, dont sont issus les seigneurs puis princes de Joinville ;
- Renaud, seigneur de Château-Renard et ancêtre de la Maison de Courtenay.

Pour autant, il faut rappeler que ces deux indications sont nées de l'historiographie du milieu du XIXe et qu'aucune source primaire ne vient étayer ces filiations.
Il épouse une fille de Ragenold ou Renaud de Roucy, comte de Roucy et de Reims et d'Albérade de Hainaut appelée parfois Gerberge mais dont aucune source ne donne le nom. De ce mariage, il a au moins 4 enfants :
- Renard II le Mauvais († 1055)  qui lui succède comme dernier comte de Sens de 1012 à 1015 ;
- Fromond († après 1016), défenseur de la tour comtale au centre de la ville de Sens (dite du Carrouge), il capitule après avoir subi un siège de l'armée royale, qui a envahi la cité de Sens en 1015. Il est ensuite interné à Orléans où il meurt ;
- Brunon († après 1032)[6]. Clerc, sa famille tente vainement de l'installer sur le trône archiépiscopal de Sens. Il serait ensuite devenu archidiacre de l'Église de Langres où son oncle maternel Brunon de Roucy a tenu la crosse ;
- Renaud († 1016 ou 1024), Abbé de Sainte-Marie du Charnier[7] ;
- Par erreur, il a été inventé un Fromond III comte de Sens, en raison d'une erreur de 50 ans dans la lecture d'une charte. Cette erreur est encore active, c'est-à-dire que cette information, pourtant infondée, est parfois encore utilisée.

### Sources